# All the Right Wrongs
『All the Right Wrongs』（オール・ザ・ライト・ロングス）は、エミリー・オスメントのデビューミニ・アルバム（EP）。2009年10月26日にアメリカ合衆国のワインド-アップ・レコーズから発売されている。日本では発売されていない。
エミリーは全曲を自身で作曲しており、全米ヒートシーカーズ・チャートで初登場1位に輝いた。
2010年4月12日にEMIミュージック・ジャパンから配信されている。

## 曲目リスト
CD / iTunes配信
1. オール・ザ・ウェイ・アップ [3:10]
2. アヴェレージ・ガール [3:27]
3. ファウンド・アウト・アバウト・ユー [3:25]
4. アイ・ヘイト・ザ・ホームカミング・クイーン [2:48]
5. ユー・アー・ザ・オンリー・ワン [2:57]
6. ホワット・アバウト・ミー [3:42]

国際ボーナス・トラック（International bonus tracks）
1. ワン・オブ・ドーズ・デイズ [3:29]
2. アンアディクティッド [3:38]